# 科里·卡尔
科里·杰梅因·卡尔（英語：Cory Jermaine Carr，1975年12月5日—），美国NBA联盟职业篮球运动员。他在1998年的NBA选秀中第2轮第49顺位被亚特兰大鹰选中。